# 第十四軍團 (英國)

第14軍團徽章

第14軍團（英語：Fourteenth Army）是第二次世界大戰期間一支由大英國協成員國之軍隊所組成的多國部隊。除了英國陸軍部隊之外，它的許多部隊都來自英屬印度陸軍，英國陸軍的西非師和東非師也為英國第14軍團做出了重大貢獻。英國第14軍團通常被稱為“被遺忘的軍隊”，因為它在緬甸戰役中的行動被當代媒體所忽視。英國第14軍團在大部分的時間裡，是由威廉·斯利姆中將指揮。

## 歷史
英國第14軍團於1943年在印度東部成立。隨著1943年末東南亞司令部的成立，原先在緬甸對日軍作戰並承擔大後方責任的東方軍一分為二。東部司令部（向印度總司令部報告）接管了比哈爾邦、奧迪沙邦和孟加拉國大部分的後方地區。第14軍團隸屬於英國第11集團軍群，負責對日軍作戰。
英國陸軍第14軍團的指揮官是威廉·斯利姆中將。他所管轄的軍隊是阿薩姆邦的第4軍和若開邦的第15軍。
1944年初，盟軍開始試探性地向緬甸推進。日本人以全面進攻作為回應，打算摧毀盟軍根據地。
日軍的第一個行動是對若開邦的一次攻擊，英國第15軍正在那裡緩慢地向南推進。在最初盟軍受挫後，英屬印度陸軍步兵師的總部被日軍佔領，然而被包圍的部隊在隨後的一場戰役中擊敗了日軍。
日軍的主要進攻是在阿薩姆邦的前線發起的。當日軍一個師推進到科希馬以孤立英軍第4軍時，日軍主力試圖在因帕爾包圍並摧毀英軍第4軍。由於日軍對若開邦的進攻已經失敗，因此英軍派出久經沙場的部隊從若開邦調來援助阿薩姆邦被圍困的友軍部隊。此外，第14軍團從印度南部派出英屬印度陸軍第33軍，在那裡他們一直在為兩棲作戰進行訓練，以接替科希馬的駐軍，然後繼續推進以接替因帕爾的英軍。
戰鬥的結果是日軍慘敗。日軍傷亡85000人，主因是日軍的物資耗盡後兵員們受疾病所苦。盟軍不斷地從空中獲得補給，這是迄今為止同類行動中規模最大的一次。
1945年，收復緬甸的兩棲作戰因資源短缺不得不再次取消。相反，第14軍團將對緬甸發起主要攻勢。第14軍團現在隸屬於東南亞盟軍陸軍總部 (ALFSEA)，由第4軍和第33軍組成。由於第14軍團的陸路補給線既長且不穩定，空中補給再次變得至關重要。
日本人試圖通過撤退到伊洛瓦底江後方來阻止盟軍的進攻。儘管如此，第14軍團還是能夠改變其前進軸線。第4軍以裝甲部隊和摩托化部隊為前導部隊，渡過位處日軍主力所在地之河川下游，佔領了重要的後勤和通訊中心密鐵拉。當日本人試圖奪回密鐵拉時，第33軍攻占了曼德勒，這是對大多數緬甸人具有重要意義的前首都。密鐵拉和曼德勒戰役被統稱為緬甸中部戰役，在緬甸的大部分日軍部隊因此被殲滅，這使得隨後對剩餘之日軍的追擊成為可能的事。
第14軍團向南推進。當第33軍沿著伊洛瓦底江推進時，第4軍主要沿著錫唐河展開進攻，一個月內行進了200英里（320公里）。奪取緬甸的首都和主要港口仰光至關重要，以便在季風期間為軍隊提供補給。結果，第4軍在仰光以北40英里（64公里）處被的日軍後衛部隊阻擋，但第4軍的推進導致日軍放棄仰光，仰光在5月2日的一次無人抵抗之兩棲登陸（代號為德古拉行動）後被佔領。
第14軍團得到了緬甸婦女輔助服務的支持，該服務為緬甸司令部的部隊提供糧食，並與第14軍團一起穿越緬甸全境。

## 戰爭結束
英軍收復仰光後不久，第14軍團在緬甸作戰的責任被解除了。第12軍司令部從第33軍司令部分離而出而並接管了第4軍。第14軍團總部遷移至錫蘭，以計劃奪回馬來亞和新加坡的行動。它控制了第15軍和新成立的印度第34軍。威廉·斯利姆將軍被提拔為東南亞盟軍陸軍司令。邁爾斯·登普西中將被任命為第14軍團司令。
在馬來亞西海岸進行代號為“拉鍊行動”的兩棲登陸作戰計畫正準備中，但由於美軍在廣島和長崎投下原子彈以及日本投降而被中止。
第14軍團於1945年11月1日更名為馬來亞司令部。

## 人員組成
第14軍團和第8軍團一樣，都是由來自大英國協各個角落的部隊組成的。1945年，第14軍團是大英國協規模最大的軍隊，也是世界上最大的軍隊之一，指揮著大約一百萬人。非洲第81師、第82西非師和第11（東非）師3個非洲師隸屬第14軍團。英國軍隊有許多單位和編制，但大部分軍隊都是圍繞英屬印度軍隊建立的，這是歷史上最大的志願軍，有2500000人。

## 戰鬥順序
第14軍團是第二次世界大戰中規模最大的大英國協軍隊，到1944年底已有近100萬人。
在第二次世界大戰的不同時期，它由4個軍組成：
- 第4軍
- 第15軍
- 第33軍
- 第34軍

第14軍團共有十三個師：
- 英國第2步兵師
- 印度第5步兵師
- 印度第7步兵師
- 第11（東非）步兵師
- 印度第17步兵師
- 印度第19步兵師
- 印度第20步兵師
- 印度第23步兵師
- 印度第25步兵師
- 印度第26步兵師
- 英國第36步兵師
- 第81（西非）步兵師
- 第82（西非）步兵師

一些較小的編制部隊服務於：
- 第50傘兵旅（印度）
- 第77傘兵旅（印度）
- 第14空降旅
- 268印度機動旅
- 第3突擊旅
- 魯沙大隊
- 第22步兵旅（東非）
- 第28步兵旅（東非）
- 第254坦克旅
- 第255坦克旅
- 第50坦克旅